# Cementerio de Espada
El Cementerio de Espada es un cementerio en desuso situado aproximadamente a una milla al oeste de la ciudad de La Habana, en Cuba, cerca de la costa y cerca del hospital de leprosos de San Lázaro. 
En uso desde 1806 hasta 1878, el Cementerio de Espada fue el primer lugar de entierro diseñado formalmente y construido en la región de La Habana, antes de la construcción de cementerios, la costumbre en La Habana había sido la de enterrar a los muertos en las bóvedas de las iglesias, fue llamado así en honor del obispo titular en el momento de su diseño, José Díaz de Espada y Landa. Sus límites incluyen las actuales calles de San Lázaro, vapor, Espada y Aramburu. A pesar de ser oficialmente llamado Campo Santo, la población en general de La Habana se refiere normalmente al cementerio como el cementerio de Espada.